# Chichén Itzá
Chichen Itza (từ tiếng Maya Yucatec chich'en itza', "Tại miệng giếng của người Itza") là một địa điểm khảo cổ thời tiền Colombo do người Maya xây dựng, nằm ở trung tâm phía bắc Bán đảo Yucatán, México ngày nay.
Chichen Itza từng là một trung tâm cấp vùng lớn tại những vùng đất thấp Maya từ thời Cuối Cổ Điển (Late Classic) cho tới thời Tận Cùng Cổ Điển (Terminal Classic) và kéo dài tới cả một số thời kỳ ở thời Đầu Hậu Cổ điển (Early Postclassic). Địa điểm này chứa đựng vô số các phong cách kiến trúc, từ cái gọi là "kiểu México" và kiểu các phong cách tìm thấy ở trung México cho tới phong cách Puuc được tìm thấy tại Puuc Maya ở các vùng đất thấp phía bắc. Sự hiện diện của các phong cách México từng được cho là biểu hiện của sự di cư trực tiếp hay thậm chí là sự chinh phục của vùng trung México, nhưng những quan điểm gần đây nhất cho rằng sự hiện diện của những phong cách phi Maya đó có lẽ chính xác hơn là một sự khuếch tán văn hoá.
Các dữ liệu khảo cổ học, như bằng chứng cho thấy một số công trình hay các quần thể kiến trúc bị đốt cháy, cho thấy rằng sự sụp đổ của Chichen Itza gắn liền với bạo lực. Sau khi quyền bá chủ của Chichen Itza suy tàn, một quyền lực cấp vùng khác là Yucatán nổi lên trở thành trung tâm mới của Mayapan.
Theo Hiệp hội Nhân loại học châu Mỹ, những tàn tích Chichen Itza hiện là tài sản liên bang, và quyền quản lý địa điểm này thuộc Instituto Nacional de Antropología e Historia (INAH) México. Tuy nhiên, vùng đất bên dưới các công trình, thuộc sở hữu tư nhân bởi đa phần các vùng đất này đều là các tài sản thừa kế tại México. Trong trường hợp Chichen Itza, vùng khảo cổ học thuộc sở hữu của gia đình Barbachano.

## Tên và cách viết

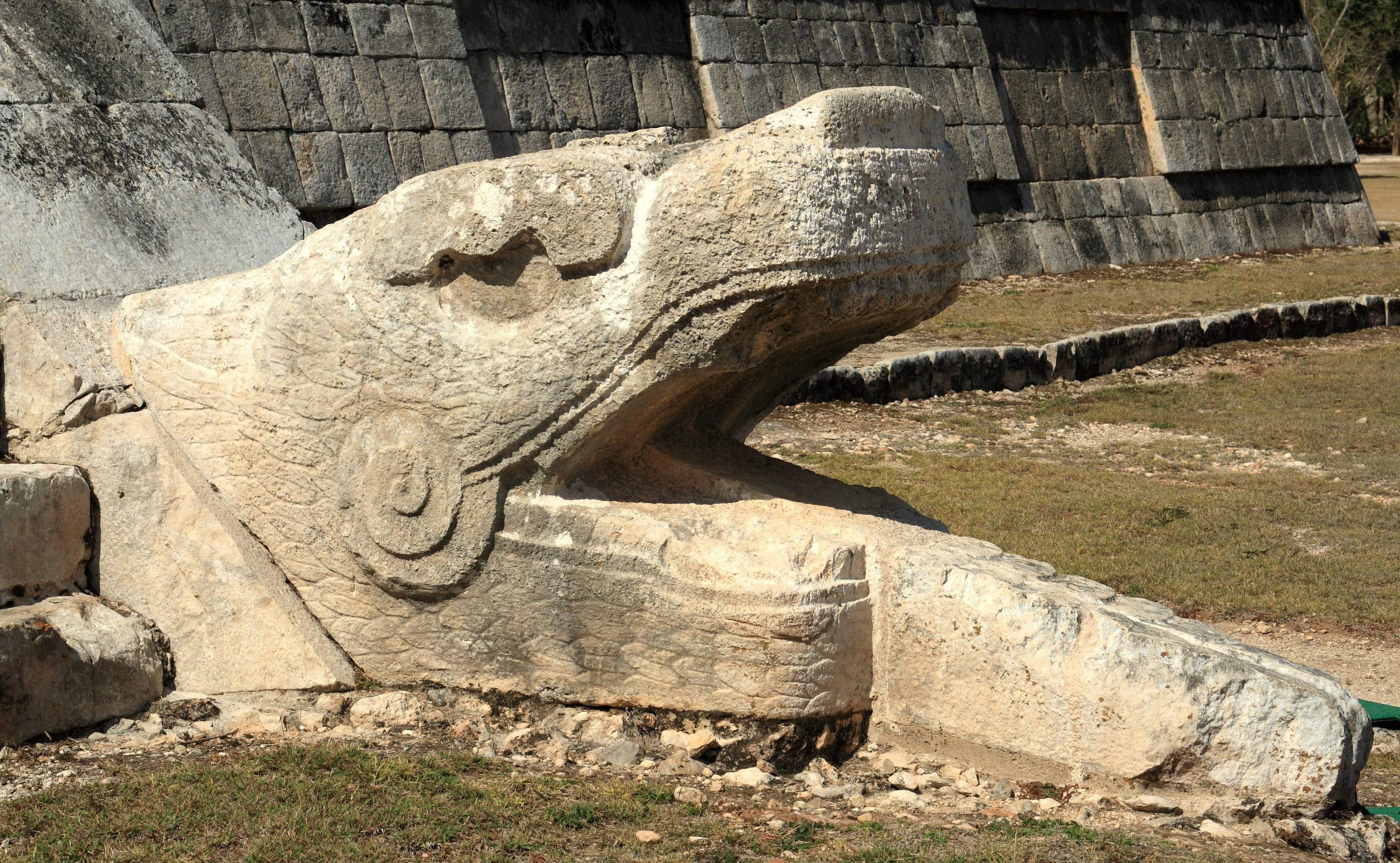
Rắn có lông, đáy cầu thang "El Castillo"

Cái tên Maya "Chich'en Itza" có nghĩa "tại miệng giếng của Itza ". Dù đây là tên thường được dùng để gọi nơi này trong những thời kỳ tiền Columbo, nó cũng là tên chỉ những biên niên sử cổ đại như Uucyabnal, có nghĩa "Bảy vị vua cai trị vĩ đại".
Trong tiếng Tây Ban Nha và nhiều ngôn ngữ khác cái tên này thường được viết thành Chichén Itzá có nghĩa cả hai phần của cái tên đều cần được đọc nhấn ở phần cuối. Trong ngôn ngữ Yucatec Maya (vẫn còn được dùng trong vùng, và được viết bằng cả ký tự La tinh từ thế kỷ 16) âm nhấn này tuân theo các quy định thông thường của ngôn ngữ La tinh, và vì thế được viết không cần các dấu phụ. Cả hai hình thức này đều đã được sử dụng trong văn học viết về chủ thể, gồm cả nhiều tác phẩm hàn lân. Một số cách viết khác chính xác hơn như Chich'en Itza. Hình thức này đảo ngược sự phân biệt âm vị
giữa [ ch' ] và [ ch ], bởi vì từ ch'en cơ bản có nghĩa "giếng (nước)" bắt đầu với một âm tắc xát thanh môn (glottalized affricate) (trong IPA, [tʃʼ]) và không phải một thanh (không tắc xát) không âm ([tʃ]).

## Lịch sử Chichen Itza

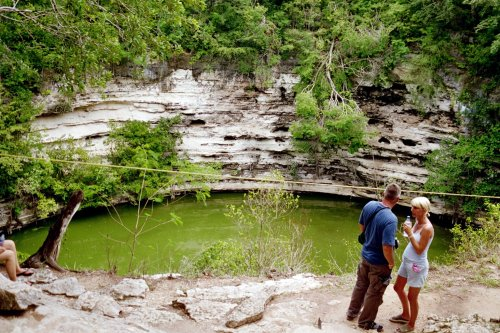
Ao thiêng

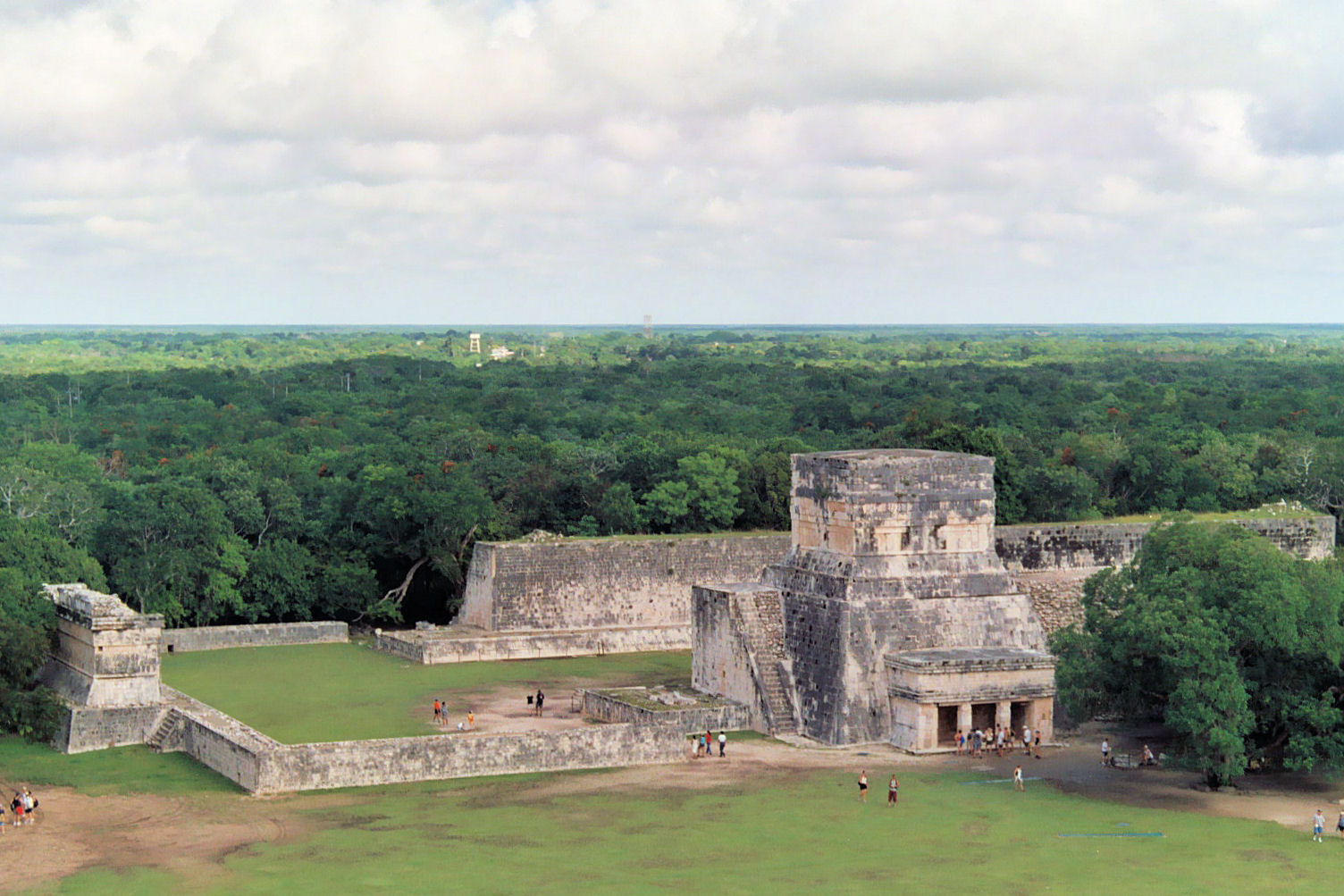
El Gran Juego de Pelota (Sân bóng đá lớn), từ El Castillo

Chichen Itza nằm ở phần phía đông của bang Yucatán ở México. Mạn bắc của bán đảo Yucatán là vùng khô hạn, và các dòng sông đều chảy ngầm dưới mặt đất. Bởi vùng phía bắc Yucatán không hề có những con sông, nên ba chỗ đất sụt tự nhiên (ao trũng) trở thành nơi cung cấp nước quanh năm cho Chichen và trở thành một địa điểm hấp dẫn với những người dân. Hai trong số ba ao trũng đó vẫn còn tồn tại tới ngày nay; "Ao hi sinh" là ao nổi tiếng hơn, và nó được dành cho việc cúng tế vị thần mưa Maya là Chaac. Nhiều vật thể và vật liệu khác như ngọc bích, đồ gốm, và hương, đã được ném xuống đó để hiến cho Chaac. Một số người (chủ yếu là các hướng dẫn viên du lịch, nói rằng thỉnh thoảng, đặc biệt vào những khoảng thời gian hạn hán kéo dài, giếng còn được hiến tế bằng chính con người. Tuy nhiên, không có bằng chứng nào xác nhận điều này, và quá trình nạo vét ao của các nhà khảo cổ học cũng không ủng hộ nó.

### Phát triển
Chichen Itza đã nổi lên trở thành một vùng nổi bật trong khu vực vào khoảng cuối giai đoạn Đầu Cổ điển (hay, khoảng năm 600 sau Công Nguyên). Tuy nhiên, tới cuối thời kỳ Hậu Cổ điển và nửa đầu Cuối Cổ điển nơi này đã trở thành một trung tâm thực sự, tập trung và chi phối chính trị, văn hóa xã hội, kinh tế và đời sống tư tưởng tại các khu vực đất thấp phía bắc Maya. Sự phát triển của Chichen Itza hầu như đồng thời với sự suy tàn và tan rã của các trung tâm lớn khác ở các vùng đất thấp phía nam Maya, như Tikal.
Một số nguồn thông tin lịch sử dân tộc học cho rằng vào khoảng năm 987 một vị vua Toltec tên là Quetzalcoatl đã tới đây với một đội quân từ trung México, và (với các đồng minh Maya địa phương) biến Chichen Itza trở thành thủ đô của mình, cùng một thủ đô khác tại Tula. Nghệ thuật và kiến trúc từ thời kỳ này cho thấy một sự pha trộn đáng chú ý giữa các phong cách Maya và Toltec. Tuy nhiên, việc tái xác định thời điểm suy tàn của Chichen Itza (xem bên dưới) cho thấy Chichen Itza chủ yếu thuộc thời kỳ Hậu/Cuối Cổ điển, trong khi Tula thộc giai đoạn sớm sau thời Cổ điển (vì thế đảo ngược hướng ảnh hưởng có thể có lẫn nhau).

#### Tổ chức chính trị
Không giống các xã hội Maya thời Đầu Cổ điển khác, Chichen Itza không nằm dưới quyền cai trị cá nhân của một vị vua hay một dòng họ. Thay vào đó, theo Sharer và Traxler (2006:581), tổ chức chính trị của thành phố được xây dựng theo một hệ thống "multepal", đặc trưng ở sự quản lý thông qua một hội đồng. Hội đồng này gồm các thành viên tinh túy của các dòng họ cai trị.

#### Kinh tế
Chichen Itza là một trung tâm kinh tế lớn của các vùng đất thấp phía bắc Maya ở thời cực thịnh của nó. Tham dự vào con đường thương mại trên biển quanh bán đảo thông qua cảng tại Isla Cerritos, Chichen Itza có thể tiếp cận các nguồn tài nguyên không có trong khu vực từ những nơi xa xôi như trung México (đá vỏ chai (obsidian) và nam Trung Mỹ (vàng).

### Sự suy tàn của Chichen Itza
Những cuốn biên niên sử Maya ghi lại rằng vào năm 1221 một cuộc nổi loạn và nội chiến bùng phát, và các bằng chứng khảo cổ học dường như cũng xác định rằng các mái gỗ của chợ lớn và Đền các Chiến binh cũng bị đốt cháy vào khoảng thời gian này. Chichen Itza bắt đầu đi vào giai đoạn suy tàn khi quyền cai quản Yucatán rơi vào tay Mayapan.
Tuy nhiên, những thông tin niên đại này đã được sửa đổi rất nhiều trong những năm gần đây. Khi các nhà khảo cổ học có được hiểu biết sâu hơn về những thay đổi trong chế tạo đồ gốm tại đó, và việc xác định niên đại bằng carbon Chichen Itza, sự kết thúc của thủ đô Maya này đã bị đẩy lùi lại hơn 200 năm. Dữ liệu khảo cổ học hiện nay cho rằng Chichen Itza đã sụp đổ khoảng năm 1000 Công nguyên. Điều này dẫn tới một khoảng trống khó hiểu giữa sự suy tàn của Chichen Itza và sự nổi lên của trung tâm quyền lực tiếp sau nó, Mayapan. Những nghiên cứu hiện nay tại Mayapan có thể giúp giải quyết câu hỏi niên đại hóc búa này.
Tuy địa điểm chưa bao giờ hoàn toàn bị bỏ rơi, dân số sụt giảm và những công trình mới cũng không bao giờ được xây dựng sau sự sụp đổ vị thế chính trị của nó. Tuy nhiên, Ao thiêng vẫn là một địa điểm hành hương.
Năm 1531 Kẻ chinh phục Tây Ban Nha Francisco de Montejo đã tới Chichén Itzá và dự định biến nó thành thủ đô của Yucatán Tây Ban Nha, nhưng sau một cuộc nổi dậy kéo dài vài tháng của người Maya địa phương Montejo và các lực lượng của mình đã phải rời vùng đất này.
Xem thêm: Cuộc chinh phục Yucatán của Tây Ban Nha

## Địa điểm

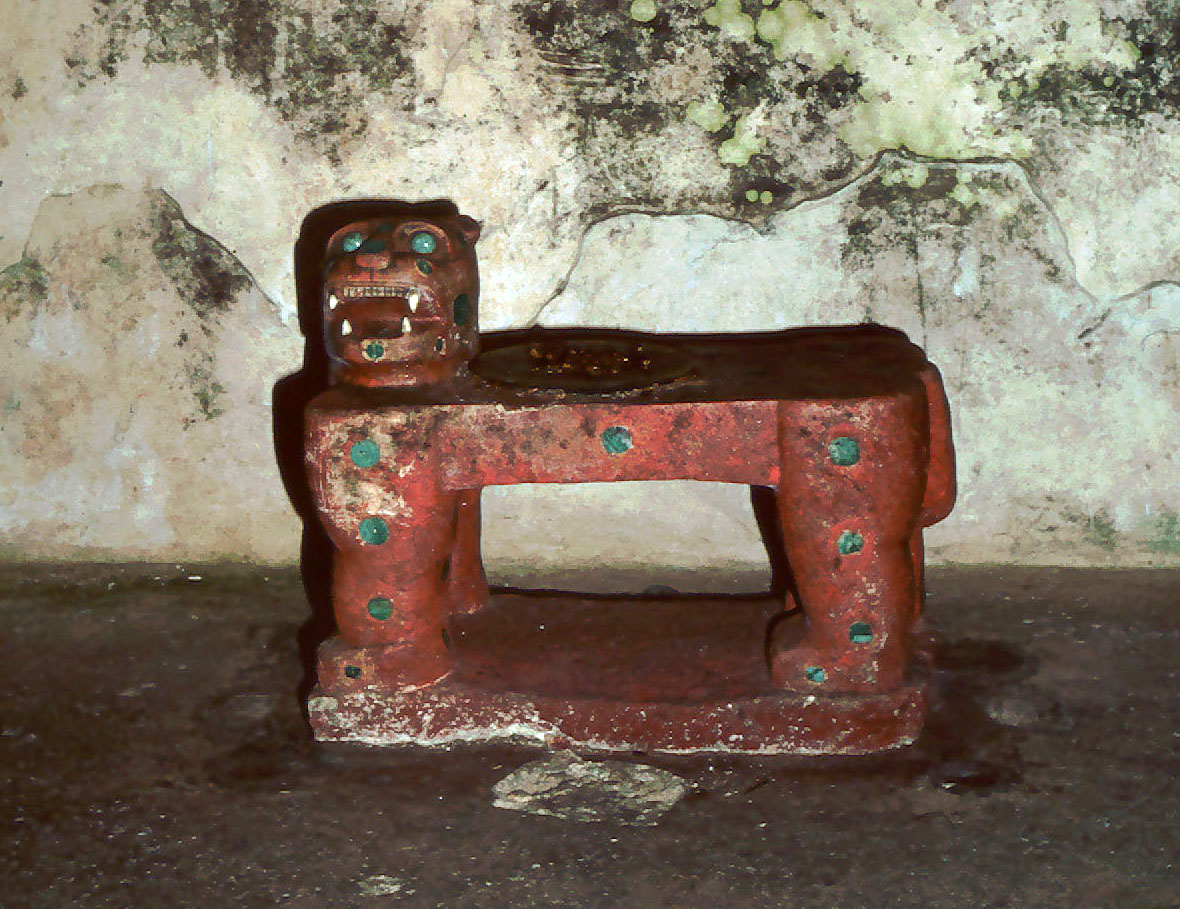
Ngai Báo đốm của Kukulcan, trong đền "El Castillo"

"Chichen" chứa đựng nhiều công trình đá ở nhiều tình trạng bảo quản khác nhau; các công trình này trước kia từng là những ngôi đền, cung điện, sân khấu, chợ, nhà tắm và các sân bóng.

### El Castillo
Nổi bật ở trung tâm Chichén là Đền Kukulcan (tên Maya của Quetzalcoatl), thường được gọi là "El Castillo" (lâu đài). Kim tự tháp bậc này được bố trí với nhiều khu đất vuông cùng các cầu thang dẫn lên trên đỉnh đền ở cả bốn mặt. Tại thời điểm Xuân phân và Thu phân, khi mặt trời mọc và lặn, góc của công trình tạo thành bóng râm hình một con rắn có lông - Kukulcan, hay Quetzalcoatl - dọc theo cạnh cầu thang phía Bắc. Vào hai ngày đó, các bóng râm từ các bậc góc trượt theo cạnh phía bắc kim tự tháp cùng với sự chuyển động của mặt trời.
Tại các thành phố Mesoamerica việc xây dựng định kỳ các kim tự tháp đền thờ to hơn, lớn hơn lên trên các kim tự tháp cũ là điều thường xuyên xảy ra, và kim tự tháp này cũng là trường hợp tương tự. Các nhà khảo cổ học đã tìm thấy một con đường ở đáy cầu thang phía bắc dẫn tới một đường hầm, từ đó ta có thể thấy các bậc thang dẫn lên kim tự tháp cũ bên trong El Castillo hiện nay, dẫn tới tận phòng trên đỉnh nơi có thể chiêm ngưỡng Ngai Báo đốm của Vua Kukulcan, được tạc vào đá và trang trí những chấm ngọc bích đỏ. Thiết kế của kim tự tháp cũ bên trong được cho là theo lịch Mặt Trăng, còn kim tự tháp bên ngoài theo lịch mặt trời.

### Đền của các Chiến binh

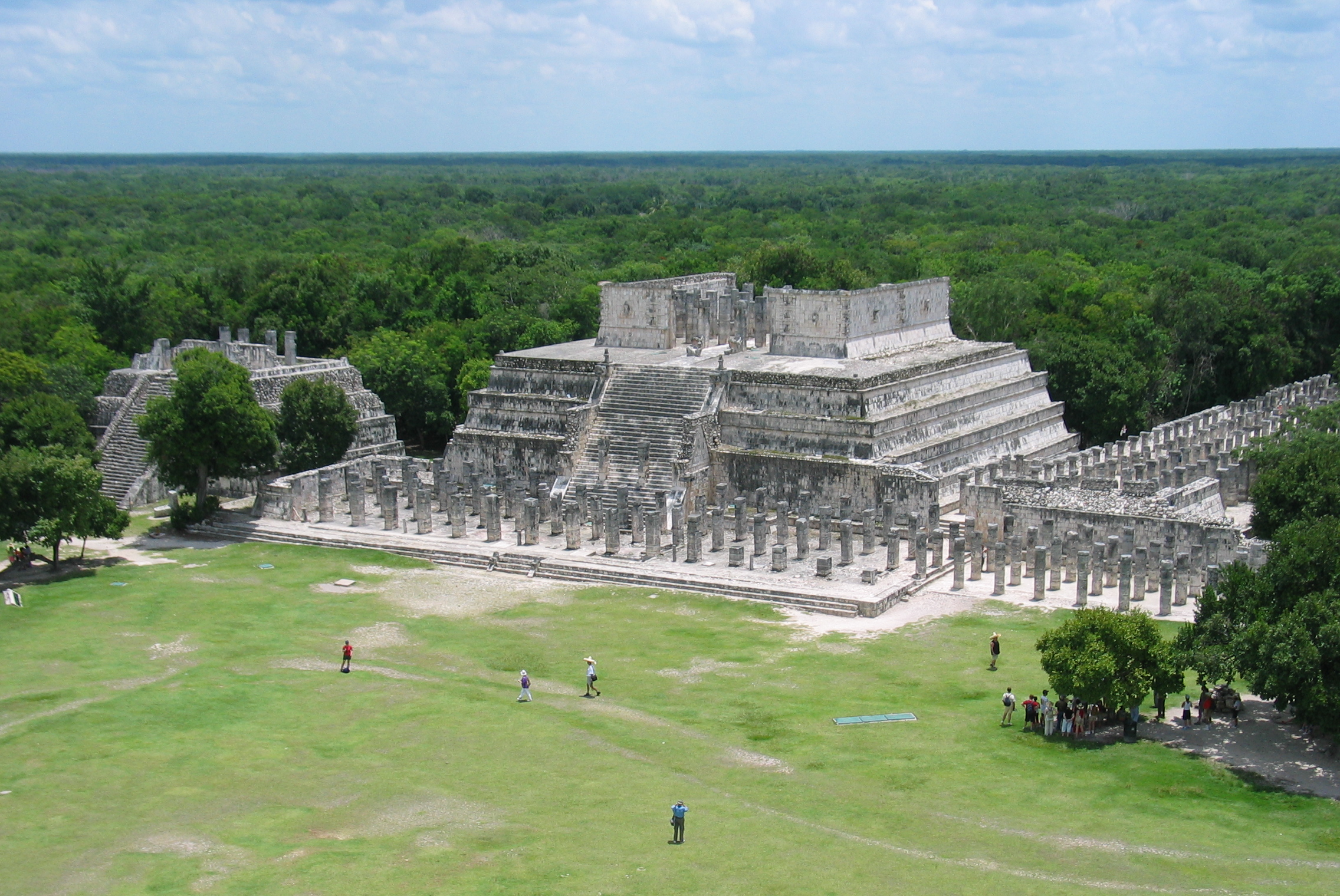
Templo de los Guerreros (Đền của các Chiến binh) tại Chichen Itza.

Khu phức hợp Đền của các Chiến binh gồm một kim tự tháp với các bậc lớn phía trước và các hàng cột điêu khắc bên biểu hiện các chiến binh. Khu vực này tương tự như Đền B tại thủ đô Toltec của Tula, và cho thấy một số hình thức tiếp xúc văn hóa giữa hai vùng. Tuy nhiên, đền tại Chichen Itza được xây dựng với tỷ lệ lớn hơn. Trên đỉnh cầu thang ở đỉnh kim tự tháp (và dẫn tới lối vào đền của kim tự tháp) là một bức tượng Chac Mool.
Gần Đền của các Chiến binh là một quảng trường lớn bao quanh bởi các cột gọi là "Chợ lớn".

### Sân bóng
Bảy sân phục vụ cho trò chơi bóng Mesoamerica đã được tìm thấy tại Chichén, nhưng chiếc sân cách Castillo 150 mét về phía tây bắc là đáng chú ý nhất.

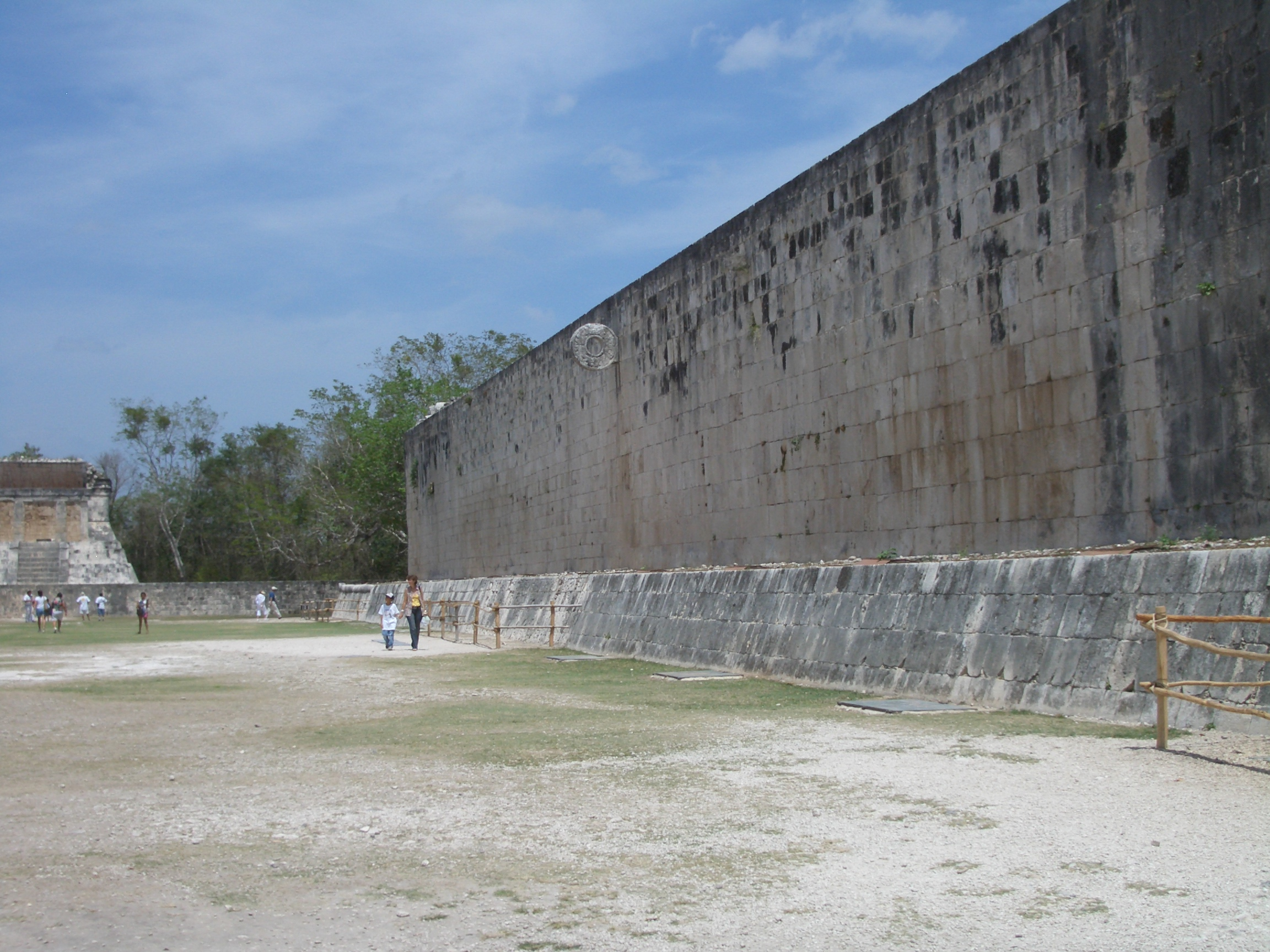
Sân bóng lớn (bên trong)

Đây là sân bóng rộng nhất thời Mesoamerica cổ. Nó có kích thước 166 x 68 mét (545 x 232 feet). Hai bên phía trong sân bóng được đánh sắp đặt những hàng tấm điêu khắc thể hiện hình ảnh các cầu thủ của các đội bóng, và thủ quân đội thua bị chặt đầu. 
Được xây dựng phía ngoài một trong những bức tường sân bóng là Đền Báo đốm, với hình ảnh một ngai báo khác—bởi chiếc ngai này đã dầm mưa giãi nắng một ngàn năm, màu sơn đỏ và các đốm ngọc bích của nó đã biến mất từ lâu.
Phía sau bục này là một bức tường với những hình ảnh một tzompantli (giá những chiếc đầu lâu) kiểu phù điêu nổi thấp.

### Lăng mộ của Thầy tế
Đền kiểu Kim tự tháp bậc thang này là một phiên bản cỡ nhỏ của El Castillo; có tên như vậy bởi nhà khảo cổ E. H. Thompson đã khám phá một ngôi mộ một người thuộc tầng lớp cao tại đây.

### Las Monjas
Một trong những kiến trúc đáng chú ý nhất tại Chichen Itza là một tổ hợp những công trình Cuối Cổ điển (Terminal Classic) được xây dựng theo phong cách kiến trúc Puuc. Tên Tây Ban Nha của tổ hợp này là Las Monjas ("Các Nữ tu" hay "Nữ tu viện") nhưng thực tế đây là một cung điện chính phủ. Ngay phía đông là một ngôi đền (được đặt tên hiệu La Iglesia, "Nhà thờ") được trang trí với những mặt nạ vị thần mưa Chaac.
Một số kiến trúc khác ở gần tổ hợp "Monjas" gồm: 
- "Akab' Dzib" (từ Maya chỉ bóng tối hay chữ tối nghĩa), một cung điện với những dòng văn khắc tượng hình
- "Nhà Đỏ" (The Red House)
- "Nhà của Hươu" (The House of the Deer)

### El Caracol

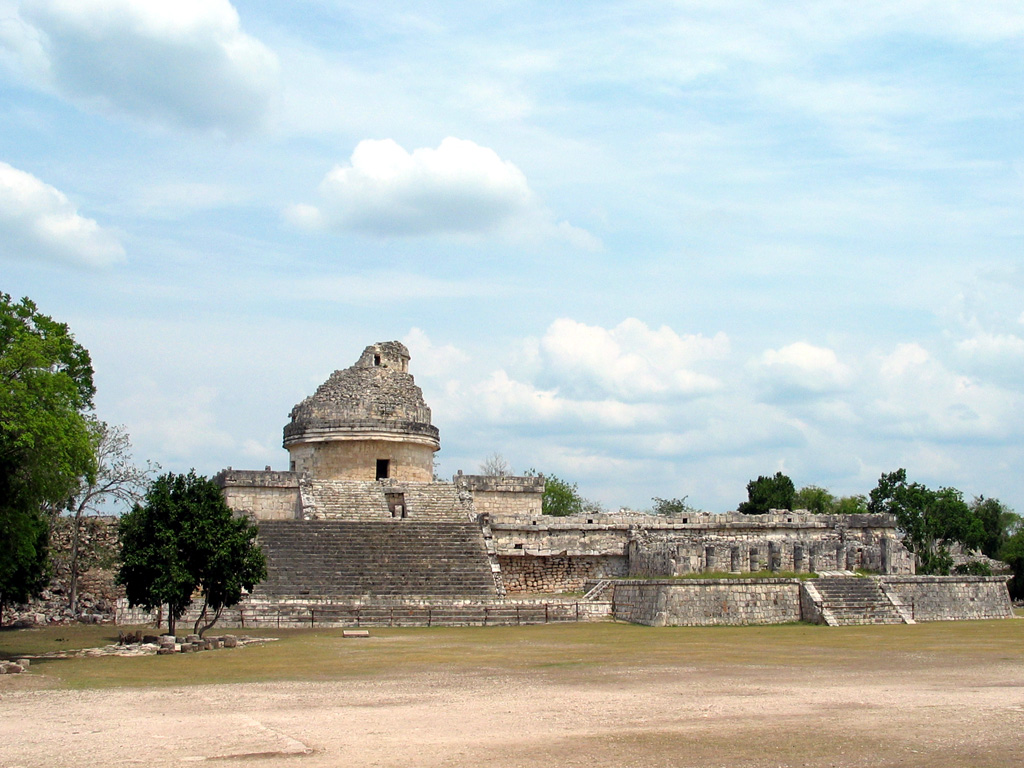
Đền quan sát thiên văn "El Caracol"

Phía bắc Las Monjas là một vòng tròn được xây dựng trên một nền đất vuông lớn có tên gọi El Caracol hay "con ốc sên" với cầu thang đá xoắn bên trong. Công trình này là một đài quan sát thiên văn với các cửa được hướng thẳng để quan sát xuân phân, những điểm lệch lớn nhất của Mặt Trăng ở phía bắc và phía nam, và các sự kiện thiên văn học khác được gán cho Kukulcan, vị thần rắn có lông của gió và học hành. Người Maya đã sử dụng những bóng râm bên trong phòng do ánh sáng mặt trời chiếu qua cửa để dự đoán thời điểm xảy ra các điểm chí. Quanh góc của El Caracol là những chiếc chén đá lớn được đổ đầy nước để quan sát ánh phản chiếu của các ngôi sao giúp xác định tổ hợp của chúng, nhưng là hệ thống lịch rất chính xác.

## Chichen Cũ
"Chichen Cũ" là tên hiệu của một nhóm công trình ở phía nam khu vực trung tâm. Nó gồm Nhóm Đầu tiên (Initial Series Group), Đền Dương vật (Phallic Temple), Bệ Rùa Vĩ đại (Platform of the Great Turtle), Đền Cú (Temple of the Owls), và Đền Khỉ (Temple of the Monkeys).

### Các kiến trúc khác
Chichen Itza cũng có rất nhiều các công trình kiến trúc thuộc nhiều loại khác nhau tập trung dày đặc ở trung tâm nghi lễ rộng khoảng 5 km² (2 dặm²) và nhiều công trình khác ở các khu vực phụ trợ xung quanh.

## Hang động
Những hang động Balankanche là một hệ thống các hang động linh thiêng nằm cách trung tâm Chichen một đoạn ngắn. Trong các hang là một bộ sưu tập lớn những đồ gốm cổ và các thần tượng vẫn còn ở nguyên vị từ những thời tiền Colombo.

## Những cuộc nghiên cứu hiện đại tại Chichen Itza
Năm 1839 nhà văn kiêm nhà thám hiểm Hoa Kỳ Benjamin Norman, và năm sau đó là John Lloyd Stephens, đã tới thăm và xuất bản những miêu tả về các tàn tích Chichen Itza. Nhiều đoàn thám hiểm khác đã nghiên cứu các tàn tích trong các thập kỷ sau đó. Năm 1895 Phó lãnh sự Hoa Kỳ tại Yucatán, Edward H. Thompson đã mua Hacienda Chichen, gồm cả các tàn tích Chichen Itza, và bỏ ra 30 năm nghiên cứu khảo cổ một cách nghiệp dư tại đó, gồm cả việc khai quật những vật dụng tại Ao thiêng. Năm 1924 Viện Carnegie và chính phủ México đã bắt đầu tiến hành dự án khai quật và khôi phục kéo dài 20 năm. Dự án của Carnegie do Sylvanus G. Morley chỉ đạo, gồm cả việc khôi phục Đền các Chiến binh. Năm 1961 và 1967 Ao thiêng đã được khai quật một lần nữa, lần này dưới sự chỉ đạo của Viện Nhân loại học và Lịch sử Quốc gia (INAH) México. Từ những năm 1980, INAH đã khai quật và khôi phục nhiều công trình khác nữa.

## Chichen Itza ngày nay
Chichen Itza hiện là một Địa điểm Di sản Thế giới và là một nơi thu hút nhiều du khách; nó là nơi được nhiều người tham quan nhất trong số các địa điểm khảo cổ Maya. Nhiều du khách từ khu du lịch Cancún đã mất trọn một ngày cho chuyến đi đến Chichen Itza, và thường chỉ đủ thời gian thăm một số phần của nó.
El Castillo bị cho là không an toàn với du khách trèo lên tham quan, bởi chính phủ và các nhà khảo cổ học cho rằng địa điểm này không ổn định. Nhiều kế hoạch nhằm làm giảm tình trạng hư hỏng, và phục hồi đã được đề xuất.